# کریستین دویج
کریستین دویج (انگلیسی: Christian Doidge؛ زادهٔ ۲۵ اوت ۱۹۹۲) بازیکن فوتبال اهل بریتانیا است.
از باشگاه‌هایی که در آن بازی کرده‌است می‌توان به باشگاه فوتبال داگنم و ردبریج و باشگاه فوتبال دارتفورد اشاره کرد.